# Barra da Tijuca
Barra da Tijuca ist ein Stadtteil in der Zone Oeste (Westzone) von Rio de Janeiro, dessen Einwohnerzahl zwischen 1980 und 2010 von 24.126 auf 300.823 Bewohner stark angewachsen ist.

## Geographie
Der Name leitet sich von Schwemmland (Barra)  und dem Tupi-Wort für Brackwasser bzw. „faulen“ Wasser ab, was die topographische Situation des Stadtteils ziemlich gut beschreibt. Es gibt mehrere Lagunen, die durch Kanäle bzw. Wasserläufe miteinander verbunden sind. Lagoa de Jacarepaguá, Lagoa de Marapendi und Lagoa de Tijuca sind die Namen der drei größten Lagunen. Der Bosque da Barra ist ein Naturschutzgebiet und Park im Zentrum von Barra da Tijuca, nahe dem Terminal Alvorada, in dem die ursprüngliche Vegetation erhalten ist. Weiterhin verfügt Barra da Tijuca mit dem Praia da Barra über einen eigenen Strand.

## Geschichte

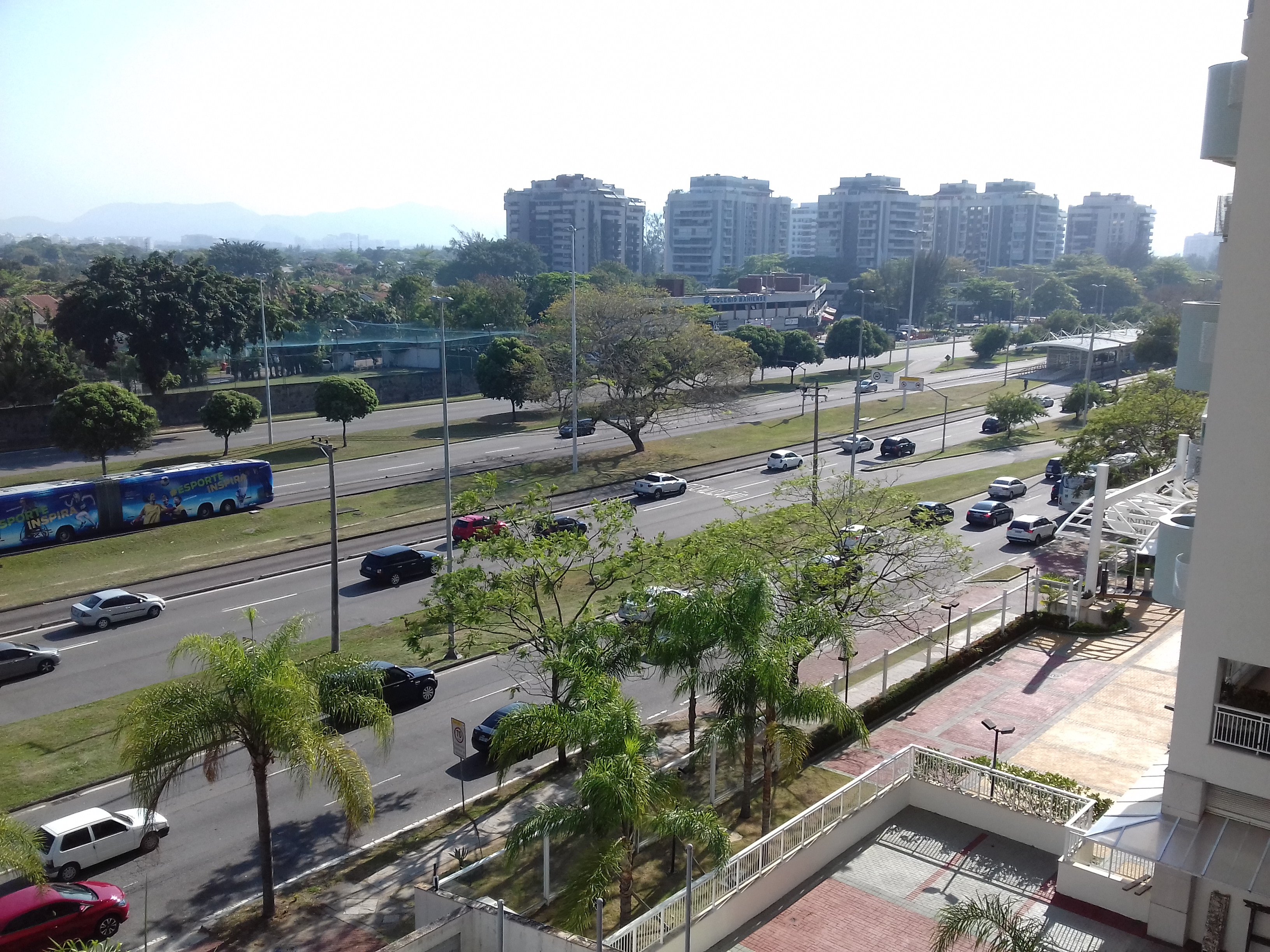
Blick auf die Avenida das Americas in Barra da Tijuca mit ihren 10 Spuren für Individualverkehr und 2 Spuren für den BRT Bus

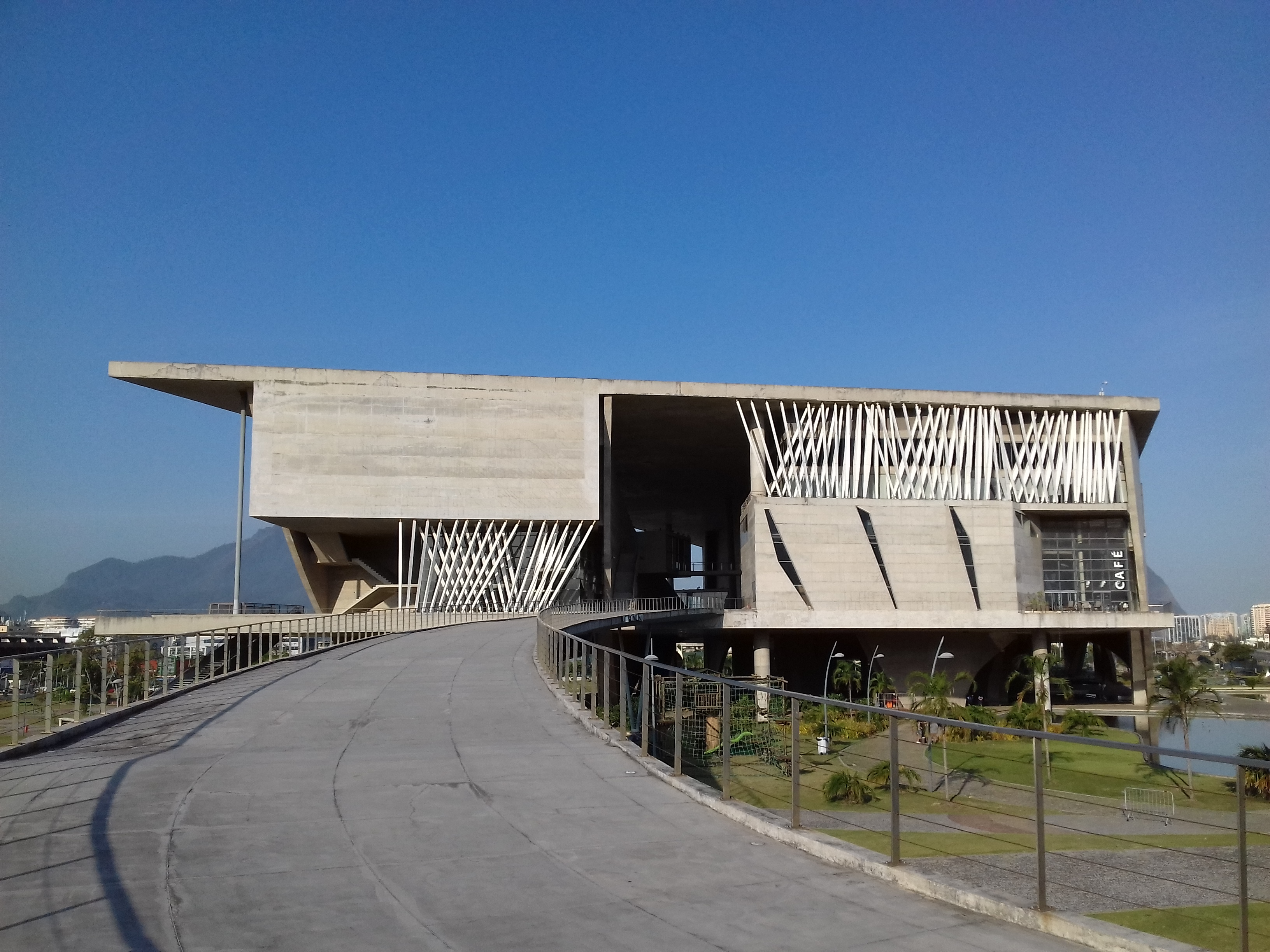
Cidade das Artes

Es handelt sich bei Barra da Tijuca um einen vergleichsweise modernen Stadtteil, da praktisch vor 30 Jahren erst angefangen worden ist, ihn zu bebauen bzw. zu erschließen. Davor war die Gegend lediglich ein langer Strand mit typischen Unterwasser-Sandbänken, das Hinterland wurde von Sümpfen dominiert und war so fast ungeeignet für Bepflanzung und Besiedelung. Der Masterplan für Barra aus dem Jahre 1967 stammt aus der Feder des Stadtplaners Lúcio Costa, der auch am Bau von Brasilia beteiligt war. So gibt es einen Mix aus breiten Straßen, Grünflächen, Einkaufszentren, Apartmenthäusern und großen Villen. Diese Kombination lockte wohlhabende Menschen an, so dass Barra sich zu einem vornehmen Stadtteil entwickelt hat, in dem bekannte Persönlichkeiten, wie z. B. Ronaldo und der Musiker Chico Buarque wohnen.
Zudem ist Barra da Tijuca, das oft auch nur als Barra bezeichnet wird, ein boomendes Viertel, in dem sich die größten Einkaufszentren von ganz Lateinamerika befinden. Die Cidade das Artes (Stadt der Künste) ist ein Kulturkomplex, der sich ebenfalls in Barra da Tijuca befindet. Das Gebäude, das am 3. Januar 2013 eröffnet wurde, steht auf Betonpfeilern, zehn Meter über dem Boden. Es beherbergt eines der wichtigsten Kunstzentren in Rio de Janeiro.

## Olympische Spiele 2016
In dem Stadtteil befindet sich der Olympiapark Rio de Janeiro, der das Kernstück der Olympischen Spiele 2016 in Rio darstellte. In der direkten Nachbarschaft zum Park befindet sich das olympische Dorf, das Medienzentrum und mit dem Riocentro eine weitere Wettkampfstätte. Darüber hinaus befindet sich der 18-Loch-Golfplatz Campo Olímpico de Golfe im Stadtteil, der seit den Spielen der Bevölkerung zur Verfügung steht. Der Start für Gehen und Zeitfahren befand sich am Anfang der Küstenstraße Avenida Lúcio Costa im benachbarten Stadtteil Recreio dos Bandeirantes am Pedra do Pontal.